# La Bataille de Corinthe
Pour plus de détails, voir Fiche technique et Distribution.
La Bataille de Corinthe (Il conquistatore di Corinto) est un péplum franco-italien réalisé par Mario Costa sorti en 1961.

## Synopsis
En l’an 146 avant l’ère chrétienne, la cité grecque de Corinthe est sous la domination morale romaine, ce qui ne plaît guère aux habitants qui cherchent à retrouver leur indépendance. Critolaos, stratège de Corinthe, rêve d’imiter les exploits d’Alexandre. C’est pourquoi il fait repousser par l’assemblée les requêtes d’une ambassade romaine. Caius Vinicius, centurion romain qui a été blessé en essayant de défendre les ambassadeurs, se réfugie dans une villa sans savoir qu’il s’agit de la demeure de Critolaos. C'est sa fille Hébé qui le cache et le soigne.

## Fiche technique
- Titre original : Il conquistatore di Corinto
- Titre français : La Bataille de Corinthe
- Réalisation : Mario Costa
- Assistant réalisateur : Pasquale De Florio
- Scénario : Nino Stresa
- Décors : Antonio Visone (it)
- Costumes : Mario Giorsi
- Images : Pier Ludovico Pavoni
- Maitre d’armes: Franco Fantasia et Andrea Fantasia
- Montage : Antonietta Zita (de)
- Musique : Carlo Innocenzi
- Production : Alberto Dionisi
- Société de production : Europa Cinematopgrafica rome et CFPC Paris
- Distribution en France :	Cosmopolis Films et Les Films Marbeuf
- Pays d'origine :  Italie /  France
- Genre : Péplum
- Durée : 75 minutes
- Dates de sortie : 
  - Italie : 21 octobre 1961
  - France : 5 septembre 1962

## Distribution
- Jacques Sernas :	Caius Vinicius
- Gianna Maria Canale : Artemide
- Gianni Santuccio (it) : Critolaos
- John Drew Barrymore : Diaios
- Genevieve Grad : Hébé
- Nando Tamberlani (it) : Callicrate
- Gordon Mitchell : Metellus
- Nino Marchetti (it) : Citoyen de Corinthe
- Gianni Solaro : Ambassadeur
- Ivano Staccioli : Hippolyte
- Andrea Fantasia (ja) : Lucius Quintus
- Nerio Bernardi : un riche citoyen
- Jose Jaspe : Le traître
- Franco Fantasia : Anteo, un aristocrate de Corinthe
- Miranda Campa : Cinzia, la nourrice
- Dina De Santis : Chimene une courtisane
- Adriano Micantoni (it) : Kerone, citoyen de Corinthe
- Adriana Vianello :	Cleo une courtisane
- Milena Vukotic : Servante d'Armide
- Vassili Karis : Egeo
- Ignazio Balsamo :Geôlier
- Gualtiero Isnenghi
- Alberto Cevenini (it) : citoyen de Corinthe
- Antonio Corevi : sénateur romain
- Carlo Rizzo : citoyen de Corinthe
- Luciano Pigozzi : messager de Corinthe
- Giovanni Vari : tortionnaire

## Voix françaises
- Claire Guibert (Gianna Maria Canale)
- Bernard Woringer (John Drew Barrymore)
- Jacques Eyser (Gianni Solaro)
- Henri Djanik (Nerio Bernardi)
- Roland Ménard (Jacques Sernas)
- Geneviève Grad (Elle-même)
- Claude Bertrand (Gianni Santuccio)
- Marc Cassot (Gordon Mitchell)
- Roger Tréville (Nino Marchetti)
- Georges Hubert (Nando Tamberlani)
- Lucienne Givry (Miranda Campa)
- Georges Atlas (Adriano Micantoni)
- Claude Joseph (un citoyen de Corinthe)
- Henri Djanik (Sénateur de Corinthe)
- Claude Joseph (un soldat)